# Kurosagi
Kurosagi (jap. クロサギ) – manga autorstwa Takeshiego Natsuhary z ilustracjami Kuromaru, ukazywana na łamach magazynu „Shūkan Young Sunday” wydawnictwa Shōgakukan od 13 listopada 2003 do 29 maja 2008.
Tytuł doczekał się dwóch kontynuacji – pierwsza z nich zatytułowana Shin Kurosagi (jap. 新クロサギ), która ukazywała się w latach 2008–2012 na łamach magazynu „Shūkan Young Sunday”, a następnie Big Comic Spirits, natomiast druga – zatytułowana Shin Kurosagi Kanketsu-hen (jap. 新クロサギ完結編) – w latach 2012–2013 na łamach „Big Comic Spirits”.
W oparciu o mangę powstała też TV drama w reżyserii Yasuharu Ishii, Shunichiego Hirano i Atsushiego Takei, która nadawana była na antenie TBS od 14 kwietnia do 23 czerwca 2006, a także film pełnometrażowy, którego premiera miała miejsce 8 marca 2008.

## Fabuła
Główny bohater, Kurosaki, szuka zemsty na „shirosagi” (biali szwindlarze, którzy okradają swoje ofiary). Sam ich oszukuje, zbiera dowody przeciwko nim, a odzyskane pieniądze oddaje ofiarom, a to z tego względu, że 6 lat wcześniej jego rodzina została oszukana przez shirosagi, a ojciec zabił matkę i brata Kurosakiego, a następnie popełnił samobójstwo. Chłopak sam zostaje oszustem i działa jako Kurosagi (czarny szwindler, który oszukuje innych oszustów). Osobą, która dostarcza mu informacji o ofiarach, jest Katsuragi Toshio, mężczyzna, który brał udział w upadku rodziny Kurosakiego.
Kurosaki prowadzi też legalny biznes, wynajmując mieszkania. Jedną z jego lokatorek jest młoda studentka prawa, Yoshikawa Tsurara, która chce zostać prokuratorem, która nie może zrozumieć jego braku szacunku do prawa i stara się sprowadzić Kurosakiego na "dobrą drogę".

## Obsada
- Tomohisa Yamashita jako Kurosaki (Kurosagi)
- Maki Horikita jako Tsurara Yoshikawa
- Yui Ichikawa jako Yukari Mishima
- Kōji Kato jako Yōichi Shiraishi
- Tsutomu Yamazaki jako Toshio Katsuragi
- Shirō Kishibe jako Mikimoto
- Ryōsei Tayama jako Tetsuji Momoyama
- Reina jako Yūko Osawa
- Kaoru Okunuki jako Hayasa
- Tetta Sugimoto jako ojciec Kurosaki'ego
- Shō Aikawa jako Masaru Kashima

## Nagrody
| Rok  | Ceremonia                                        | Kategoria                      | Nominowany    | Rezultat |
| ---- | ------------------------------------------------ | ------------------------------ | ------------- | -------- |
| 2006 | 49. gala Nagród Japońskiej Akademii Telewizyjnej | Najlepsza aktorka drugoplanowa | Maki Horikita | Wygrana  |